# Jean Guiton
Jean Guiton (ur. 2 lipca 1585, zm. 15 marca 1654) – jeden z hugenockich przywódców La Rochelle w okresie wojen z Hugenotami w I poł. XVII wieku. 27 października 1622 r. dowodził siłami hugenockimi podczas bitwy morskiej pod Saint Martin de Ré. Stał również na czele mieszkańców La Rochelle podczas oblężenia miasta z lat 1627–1628.